# 1680

## Esdeveniments
- 24 de desembre: els Països Baixos signen un tractat d'aliança amb el Marroc per fomentar la pirateria marroquina a la Mediterrània contra els regnes hispànics.[1]
- Erupció menor del Krakatoa
- Els esclaus negres transportats a Amèrica arriben als 2 milions
- Execució a la foguera de jueus a Madrid
- Fundació de la Comédie-Française, teatre nacional francès
- Crisi monetària a Espanya

## Naixements
- Pau Llinàs, mestre de capella que desenvolupà la seva activitat a Barcelona.

- Bornstedt, Silèsia: Johann Georg Neidhardt, organista, compositor i musicòleg barroc

## Necrològiques
Països Catalans
- 31 de gener, Madrid: Llorenç Matheu i Sanç, jurista, humanista i polígraf valencià (n. 1618).
- Lleida: Jaume de Copons i de Tamarit, 103è President de la Generalitat de Catalunya

Resta del món
- 11 de febrer, Herford: Elisabet del Palatinat, aristòcrata alemanya, filòsofa i religiosa calvinista (n.1618).[2]
- 4 de juny, Japó: Tokugawa Ietsuna, 35è shogun.
- 30 d'octubre, Franeker, Frísia: Antoinette Bourignon de la Porte, mística i visionària franco-flamenca (n.1616).[3]